# Agência de Redução de Ameaças de Defesa dos Estados Unidos
A Agência de Redução de Ameaças de Defesa (sigla em inglês: DTRA) é uma agência de defesa e de apoio a combate do Departamento de Defesa dos Estados Unidos (sigla em inglês: DoD) para combater armas de destruição em massa (ADM, sigla em inglês: WMD, abarcando as ameaças químicas, biológicas, radiológicas, nucleares e altos explosivos) e apoiar o desenvolvimento nuclear. Conforme o sítio da agência, sua missão é "fornecer soluções transversais para permitir ao Departamento de Defesa, ao governo dos Estados Unidos e aos parceiros internacionais dissuadir ataques estratégicos contra os Estados Unidos e seus aliados; prevenir, reduzir e combater ADM e ameaças emergentes; e prevalecer contra adversários armados com ADM em crises e conflitos." A agência está sediada em Fort Belvoir, Virgínia.

## História da organização
A DTRA foi oficialmente estabelecida em 1º de outubro de 1998,como resultado da Iniciativa de Reforma da Defesa (Defense Reform Initiative) de 1997, consolidando várias organizações do Departamento de Defesa, incluindo a Agência de Armas Especiais de Defesa (Defense Special Weapons Agency), sucessora da Agência Nuclear de Defesa (Defense Nuclear Agency) e a Agência de Inspeção Local (On-Site Inspection Agency).A Administração de Segurança de Tecnologia de Defesa (Defense Technology Security Administration) e o escritório do programa de Redução Cooperativa de Ameaças Nunn-Lugar (Nunn–Lugar Cooperative Threat Reduction) no Gabinete do Secretário de Defesa também foram incorporados à nova agência.
A DTRA emprega aproximadamente 1.400 civis do Departamento de Defesa e 800 militares em mais de uma dúzia de locais permanentes em todo o mundo. A maior parte do pessoal está na sede. Aproximadamente 15% da força de trabalho está dividida entre a Base Aérea Kirtland (em Albuquerque, Novo México) e o Campo de Teste de Mísseis de White Sands, também no Novo México, e a Local de Segurança Nacional de Nevada, onde testam e apoiam a missão nuclear dos militares dos EUA. Os restantes 15% da força de trabalho estão estacionados na Alemanha, Cazaquistão, Azerbaijão, Uzbequistão, Geórgia, Ucrânia, Armênia, Quênia, Coreia do Sul, Japão e Singapura. O DTRA também tem ligações com os Comandos Combatentes Unificados das Forças Armadas dos EUA, o Gabinete da Guarda Nacional, o FBI e outros parceiros inter-agências do governo dos EUA.

## Responsabilidades

### Destruição de armas soviéticas
Após o fim da Guerra Fria, o DTRA e agências antecessoras implementaram aspectos relativos ao Departamento de Defesa de vários tratados que auxiliaram os países do antigo Bloco Oriental na destruição de locais de armas nucleares da era soviética (como silos de mísseis e instalações de produção de plutônio), locais de armas biológicas (como o programa soviético de armas biológicas) e de armas químicas (como o Instituto Estadual de Pesquisa em Química Orgânica e Tecnologia - GosNIIOKhT) em uma tentativa de evitar a proliferação potencial de armas na era pós-soviética, o que compunha parte do programa cooperativo de redução de ameaças Nunn-Lugar.